# 佐々木真菜
佐々木 真菜（ささき まな、1997年9月2日 - ）は、日本の陸上競技選手。専門は200m、400m（視覚障害T13クラス）。東邦銀行所属。

## 経歴
福島県福島市出身。生まれつき目に入る光の量が調整できない「無虹彩症（むこうさいしょう）」で、視界はすりガラスを通したように白くぼんやりとしている 。小学5年生の時に市の陸上大会の800mで2位になったことをきっかけに陸上競技を始めた。
福島県立盲学校に進み、中学2年から本格的に競技に取り組んだ。盲学校高等部在学中の2013年に、アジアユースパラ選手権の800m（T13）と1500m（T13）で優勝。その後パラリンピック出場をめざし、2014年から視覚障害T13クラスのある200ｍと400mに転向。高等部卒業後の2016年に東邦銀行に入社し、川本和久監督の指導を受けて記録を伸ばし、200ｍ（T13）と400m（T13）の両種目で日本記録、アジア記録の更新を続けた。
2018年アジアパラ競技大会の400m（T13）第1位。2019年11月の世界パラ陸上競技選手権の400m（T13）で4位に入り、2020年東京パラリンピック代表に内定。
東京パラリンピックでは、400m（T13）で7位入賞を果たした。

## 主な戦績

### 国際大会
| 年月       | 大会                                     | 場所             | 種目     | 結果 | 記録      | 備考  | 備考       |
| ---------- | ---------------------------------------- | ---------------- | -------- | ---- | --------- | ----- | ---------- |
| 2013年10月 | アジアユースパラ選手権大会マレーシア2013 | クアラルンプール | 800mT13  | 1位  | 2分38秒36 |       | 大会記録   |
| 2013年10月 | アジアユースパラ選手権大会マレーシア2013 | クアラルンプール | 1500mT13 | 1位  | 5分41秒67 |       | [ 6 ]      |
| 2015年5月  | IBSA世界大会ソウル2015                   | ソウル           | 200mT13  | 2位  | 28秒53    | +0.2m | [ 7 ]      |
| 2015年5月  | IBSA世界大会ソウル2015                   | ソウル           | 400mT13  | 2位  | 1分05秒77 |       | [ 8 ]      |
| 2017年7月  | ロンドン2017世界パラ陸上競技選手権大会   | ロンドン         | 200mT13  | 5位  | 26秒36    | +0.2m | アジア記録 |
| 2017年7月  | ロンドン2017世界パラ陸上競技選手権大会   | ロンドン         | 400mT13  | 6位  | 1分00秒17 |       | アジア記録 |
| 2018年10月 | インドネシア2018アジアパラ競技大会       | ジャカルタ       | 400mT13  | 1位  | 1分01秒48 |       | 大会記録   |
| 2019年5月  | 北京グランプリ                           | 北京             | 200mT13  | 1位  | 26秒21    | +0.1m | 日本記録   |
| 2019年5月  | 北京グランプリ                           | 北京             | 400mT13  | 1位  | 59秒52    |       | [ 12 ]     |
| 2019年11月 | ドバイ2019世界パラ陸上競技選手権大会     | ドバイ           | 200mT13  | 7位  | 26秒14    |       | [ 13 ]     |
| 2019年11月 | ドバイ2019世界パラ陸上競技選手権大会     | ドバイ           | 400mT13  | 4位  | 58秒38    |       | [ 14 ]     |

備考欄の記録は当時のもの

### 国内大会
| 年月      | 大会                                                                  | 場所   | 種目     | 結果 | 記録      | 風速   | 備考                           |
| --------- | --------------------------------------------------------------------- | ------ | -------- | ---- | --------- | ------ | ------------------------------ |
| 2012年6月 | 2012ジャパンパラ陸上競技大会兼 第23回日本身体障害者陸上競技選手権大会 | 大阪府 | 800mT13  | 1位  | 3分00秒36 |        | [ 15 ]                         |
| 2012年6月 | 2012ジャパンパラ陸上競技大会兼 第23回日本身体障害者陸上競技選手権大会 | 大阪府 | 1500mT13 | 1位  | 6分05秒95 |        | 日本記録                       |
| 2013年6月 | 第24回日本身体障害者陸上競技選手権大会                                | 大阪府 | 800mT13  | 1位  | 2分46秒58 |        | [ 16 ]                         |
| 2013年6月 | 第24回日本身体障害者陸上競技選手権大会                                | 大阪府 | 1500mT13 | 1位  | 5分41秒76 |        | 日本記録、大会記録             |
| 2013年9月 | 2013ジャパンパラ陸上競技大会                                          | 山口県 | 800mT13  | 1位  | 2分44秒31 |        | 大会記録                       |
| 2013年9月 | 2013ジャパンパラ陸上競技大会                                          | 山口県 | 1500T13  | 1位  | 5分40秒63 |        | 日本記録                       |
| 2014年6月 | 第25回日本身体障害者陸上競技選手権大会                                | 大阪府 | 200mT13  | 1位  | 29秒45    | +1.0m  | [ 18 ]                         |
| 2014年6月 | 第25回日本身体障害者陸上競技選手権大会                                | 大阪府 | 400mT13  | 1位  | 1分04秒76 |        | 大会記録                       |
| 2014年9月 | 2014ジャパンパラ陸上競技大会                                          | 山口県 | 200mT13  | 1位  | 29秒78    |        | [ 19 ]                         |
| 2014年9月 | 2014ジャパンパラ陸上競技大会                                          | 山口県 | 400mT13  | 1位  | 1分05秒15 |        | 大会記録                       |
| 2015年7月 | 第26回日本パラ陸上競技選手権大会                                      | 大阪府 | 200mT13  | 1位  | 29秒03    | -0.9m  | [ 20 ]                         |
| 2015年7月 | 第26回日本パラ陸上競技選手権大会                                      | 大阪府 | 400mT13  | 1位  | 1分03秒70 |        | 日本記録、大会記録             |
| 2015年9月 | 2015ジャパンパラ陸上競技大会                                          | 大阪府 | 200mT13  | 1位  | 28秒93    | -0.1m  | [ 21 ]                         |
| 2015年9月 | 2015ジャパンパラ陸上競技大会                                          | 大阪府 | 400mT13  | 1位  | 1分05秒05 |        | 大会記録                       |
| 2016年5月 | 第27回日本パラ陸上競技選手権大会                                      | 鳥取県 | 200mT13  | 2位  | 27秒79    | +1.5m  | [ 22 ]                         |
| 2016年5月 | 第27回日本パラ陸上競技選手権大会                                      | 鳥取県 | 400mT13  | 1位  | 1分02秒33 |        | 日本記録、大会記録             |
| 2016年6月 | 2016ジャパンパラ陸上競技大会                                          | 新潟県 | 200mT13  | 1位  | 27秒96    | -1.1m  | 大会記録                       |
| 2016年6月 | 2016ジャパンパラ陸上競技大会                                          | 新潟県 | 400mT13  | 1位  | 1分01秒41 |        | 日本記録、大会記録             |
| 2017年6月 | 第28回日本パラ陸上競技選手権大会                                      | 東京都 | 200mT13  | 1位  | 26秒76    | -2.7m  | アジア記録、大会記録           |
| 2017年6月 | 第28回日本パラ陸上競技選手権大会                                      | 東京都 | 400ｍT13 | 1位  | 1分00秒19 |        | アジア記録、日本記録、大会記録 |
| 2017年9月 | 2017ジャパンパラ陸上競技大会                                          | 福島県 | 200ｍT13 | 1位  | 26秒28    | +1.5m  | アジア記録、日本記録、大会記録 |
| 2017年9月 | 2017ジャパンパラ陸上競技大会                                          | 福島県 | 400mT13  | 1位  | 1分00秒15 |        | アジア記録、大会記録           |
| 2018年7月 | 2018ジャパンパラ陸上競技大会                                          | 群馬県 | 200mT13  | 1位  | 26秒63    | -1.2ｍ | [ 27 ]                         |
| 2018年7月 | 2018ジャパンパラ陸上競技大会                                          | 群馬県 | 400mT13  | 1位  | 59秒60    |        | アジア記録、大会記録           |
| 2018年9月 | 第29回日本パラ陸上競技選手権大会                                      | 香川県 | 200mT13  | 1位  | 26秒37    | +2.0m  | 大会記録                       |
| 2018年9月 | 第29回日本パラ陸上競技選手権大会                                      | 香川県 | 400mT13  | 1位  | 59秒07    |        | アジア記録、大会記録           |
| 2019年6月 | 第30回日本パラ陸上競技選手権大会                                      | 大阪府 | 200mT13  | 1位  | 26秒53    | -1.1m  | [ 29 ]                         |
| 2019年6月 | 第30回日本パラ陸上競技選手権大会                                      | 大阪府 | 400mT13  | 1位  | 58秒34    |        | アジア記録、日本記録、大会記録 |
| 2019年7月 | 2019ジャパンパラ陸上競技大会                                          | 岐阜県 | 400mT13  | 1位  | 58秒08    |        | アジア記録、日本記録、大会記録 |
| 2020年9月 | 第31回日本パラ陸上競技選手権大会                                      | 埼玉県 | 400mT13  | 1位  | 58秒97    |        | [ 31 ]                         |

備考欄の記録は当時のもの